# Der geteilte Himmel (Musical)
Der geteilte Himmel ist ein Musical, für das Wolfgang Böhmer die Musik geschrieben hat. Böhmer wurde 2016 mit dem Deutschen Musicalpreis ausgezeichnet. Das Musical beruht auf der 1963 erschienenen Erzählung Der geteilte Himmel von Christa Wolf. Das Libretto für die Bühnenfassung stammt von Opernregisseur Martin G. Berger.

## Inhalt
Erzählt wird Liebesgeschichte von Rita und Manfred. Die Handlung spielt in Halle (Saale) im Jahr 1961. Die Liebe wird unter anderem durch wirtschaftlichen Problemen der jungen DDR auf die Probe gestellt.  Rita das Dorfkind ist 19 und darf auf Lehramt studieren. Der promovierte Chemiker Manfred ist 29 Jahre alt. Rita glaubt an die Ideen des Sozialismus und arbeitet freiwillig in einem Waggonwerk. Manfred verspottet alles Ideologische und erkennt die Grenzen seiner Möglichkeiten in der DDR. Er geht vor dem Mauerbau in den Westen. Rita reist ihm nach aber sie fühlt sich im Westen fremd und fährt zurück nach Hause. Christa Wolfs Erzählung schlug bei der Erstveröffentlichung hohe Wellen in der DDR und wurde direkt zu einem Publikumshit.
Komponist Böhmer bezeichnet sein Musical als deutsches bzw. europäisches Musiktheater. Vorbilder im Stil oder Gestus seien unter anderem Lieder von Schostakowitsch, Kurt Weill und Jazzballaden aber Musik der 50er Jahre und sogar Schlager von Bärbel Wachholz.

## Uraufführung
Für die US-amerikanische Musical-Regisseurin Melissa King ist die Liebesgeschichte zwischen Rita und Manfred nicht nur eine Momentaufnahme aus der DDR vor dem Bau der Berliner Mauer, sondern hat Allgemeingültigkeit. Dass durch politische Systeme Familien, Paare oder Freundschaften auseinandergebracht werden, sei ein Umstand, der überall auf der Welt erlebt werde – nicht nur in der DDR. Es war das Anliegen der Regisseurin, die Geschichte aus weiblicher Perspektive zu erzählen. In der Schweriner Inszenierung stehen die beiden Hauptdarsteller jederzeit im Mittelpunkt der Handlung. Die Aufführung beginnt ohne Ouvertüre und mit Text, der nicht von Christa Wolf stammt: Hallo? – Rita? – Manfred? – Ja, ich bin alt geworden. Erkennst mich noch? – Wie sollte ich? – Rita, es tut mir echt… - Nein, ich bin nicht Rita, ich bin Emma, Ritas Enkelin. Der alt gewordene Manfred trifft in der Gegenwart, auf die Enkelin seiner damaligen Liebe Rita. Die Dialoge zwischen dem alten Manfred (gespielt von David Schroeder) und Rita bilden die Rahmenhandlung des Stückes.  Ritas Rolle, und auch die ihrer Enkelin Emma, wird von Sophia Euskirchen gespielt. Die Rolle des jungen Manfreds wird von Martin Gerke verkörpert. In der Schweriner Uraufführung agieren Opernensemble, Ballett, Schauspiel,  und Musicalgäste gemeinsam. Die Drehbühne wird dominiert von einem großen Aufbau, der als Auf- und Abgang, als Treppe und Mauer zugleich fungiert.

## Ensemble der Schweriner Aufführung (2023)

### Besetzung
- Musikalische Leitung: Martin Schelhaas
- Regie/Choreografie: Melissa King
- Bühnenbild: Knut Hetzer
- Kostüme: Aleksandra Kica

### Darsteller
- Rita/Emma: Sophia Euskirchen
- Manfred: Martin Gerke
- Der alte Manfred: David Schroeder
- Meternagel: Jochen Fahr
- Wendland: Christoph Götz
- Schwarzenbach: Michael Meiske
- Schlagersängerin/Frau am Schalter: Cornelia Zink
- Mangold: Ascelina Klee
- Herr Herrfurth / Manfreds Vater: Brian Davis
- Frau Herrfurth / Manfreds Mutter: Karen Leiber
- Kuhl: Olaf Meißner
- Ermisch: Wieland Beer
- Liebentrau: Reinhard Strey
- Melcher: Andre Schmidtke